# Pulsellum occidentale
Pulsellum occidentale is een Scaphopodasoort uit de familie van de Pulsellidae. De wetenschappelijke naam van de soort is voor het eerst geldig gepubliceerd in 1920 door Henderson.